# 2014년 아시안 게임 양궁
제17회 아시안 게임 양궁 경기는 2014년 9월 20일부터 28일까지 대한민국 인천 계양아시아드양궁장에서 열렸다. 활의 양끝에 도르래가 달린 컴파운드 종목이 추가되었다.

## 경기 진행
리커브 예선 경기는 남자 30m, 50m, 70m, 90m에서 진행되며, 여자 30m, 50m, 60m, 70m에서 진행되며(36발X4거리=144발. 1440점 만점) 본선 경기에서 펼쳐지는 단체전과 개인전은 70m 거리에서 진행되었다.(개인·단체전 세트제. 개인전 3발 5세트, 단체전 6발 4세트. 승점 6점을 획득한 쪽이 승리)
컴파운드 예선 경기와 본선 경기는 남녀 모두 50m에서 진행되었다. 리커브와 달리 컴파운드는 본선 경기에서 세트제 적용이 되지 않아 기록제로 진행되었다.(개인전 3발x5엔드(150점 만점), 단체전 6발x4엔드(240점 만점))

## 세부 종목
2014년 아시안 게임 양궁에서는 컴파운드 종목이 신설됨에 따라 세부 종목이 기존 4개에서 8개로 늘어났다. 세부종목은 다음과 같다.
- 리커브
  - 리커브 남자 개인
  - 리커브 남자 단체
  - 리커브 여자 개인
  - 리커브 여자 단체

- 컴파운드
  - 컴파운드 남자 개인
  - 컴파운드 남자 단체
  - 컴파운드 여자 개인
  - 컴파운드 여자 단체

## 메달 집계
| 순위 | 국가           | 금메달 | 은메달 | 동메달 | 합계 |
| ---- | -------------- | ------ | ------ | ------ | ---- |
| 1    | 대한민국       | 5      | 3      | 1      | 9    |
| 2    | 중화인민공화국 | 1      | 2      | 1      | 4    |
| 3    | 인도           | 1      | 1      | 2      | 4    |
| 4    | 이란           | 1      | 0      | 1      | 2    |
| 5    | 중화 타이베이  | 0      | 1      | 1      | 2    |
| 6    | 말레이시아     | 0      | 1      | 0      | 1    |
| 7    | 필리핀         | 0      | 0      | 1      | 1    |
| 7    | 일본           | 0      | 0      | 1      | 1    |
| 합계 | 합계           | 8      | 8      | 8      | 24   |

## 메달리스트
| 종목                        | 금                         | 은                         | 동                              |
| --------------------------- | -------------------------- | -------------------------- | ------------------------------- |
| 리커브 남자 개인전 자세히   | 오진혁 대한민국 (KOR)      | 용 지웨이 중국 (CHN)       | 쿠오 쳉웨이 중화 타이베이 (TPE) |
| 리커브 남자 단체전 자세히   | 중화인민공화국 (CHN)       | 말레이시아 (MAS)           | 대한민국 (KOR)                  |
| 리커브 여자 개인전 자세히   | 정다소미 대한민국 (KOR)    | 장혜진 대한민국 (KOR)      | 수 징 중국 (CHN)                |
| 리커브 여자 단체전 자세히   | 대한민국 (KOR)             | 중화인민공화국 (CHN)       | 일본 (JPN)                      |
| 컴파운드 남자 개인전 자세히 | 에바디 이스마일 이란 (IRI) | 베르마 압히셰크 인도 (IND) | 델라크루즈 필리핀 (PHI)         |
| 컴파운드 남자 단체전 자세히 | 인도 (IND)                 | 대한민국 (KOR)             | 이란 (IRI)                      |
| 컴파운드 여자 개인전 자세히 | 최보민 대한민국 (KOR)      | 석지현 대한민국 (KOR)      | 데브 트리샤 인도 (IND)          |
| 컴파운드 여자 단체전 자세히 | 대한민국 (KOR)             | 중화 타이베이 (TPE)        | 인도 (IND)                      |